# Бовілле

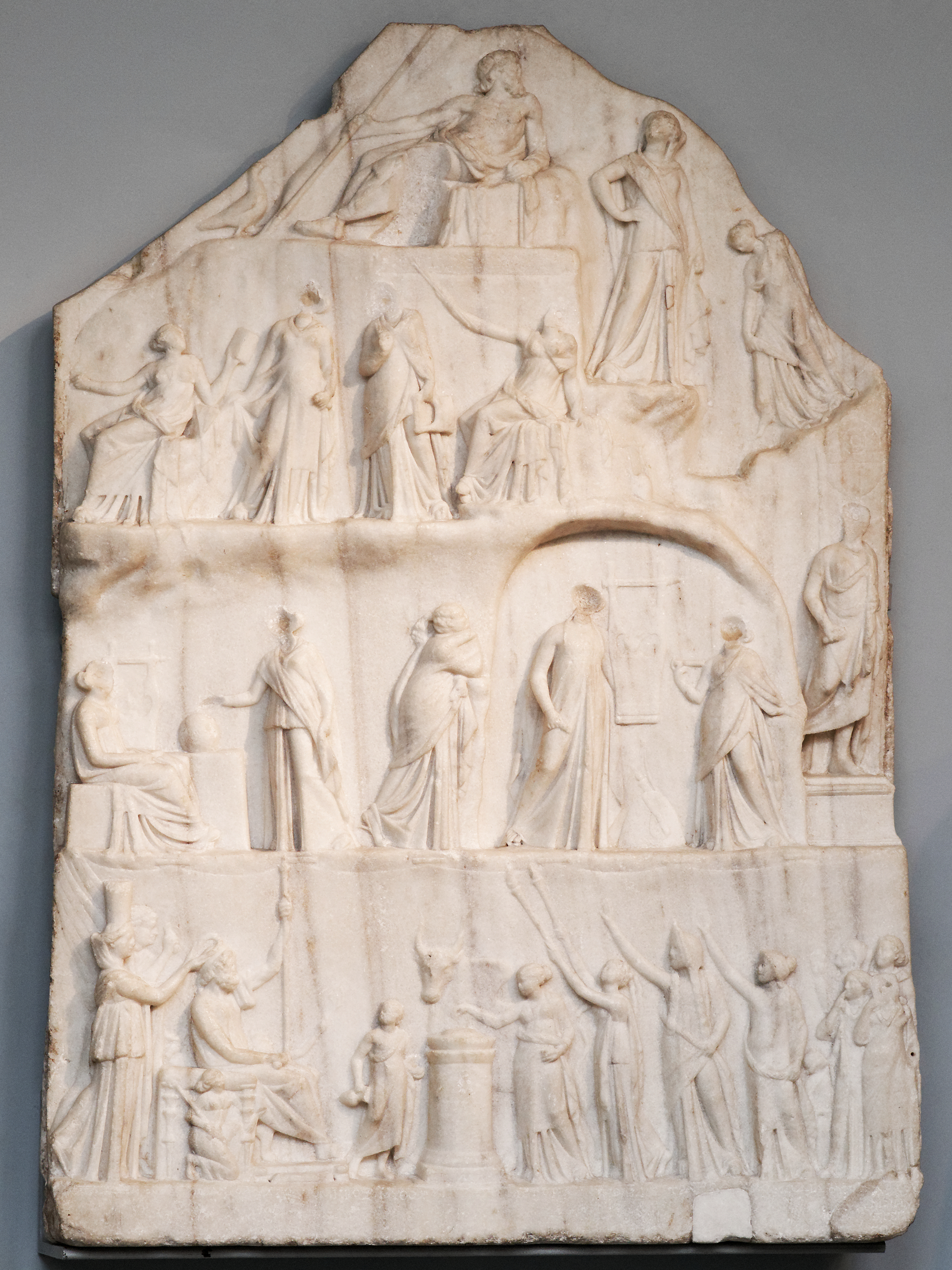
Апофеоз Гомера Архелая з Прієни. Оригінал знаходився на Via Appia in Bovillae, зараз в Британському музеї.

41°45′27″ пн. ш. 12°37′18″ сх. д. / 41.7575° пн. ш. 12.6217° сх. д.
Бовілле (лат. Bovillae) — станція на Via Appia (яка в 293 році до н. е. вже була вимощена до цього місця), що була розташована бл. 18 км на південний схід від Рима. Це була колонія Альба-Лонги і є одним із тридцяти міст Латинської ліги. Після знищення Альба-Лонги в 658 р. до н. е. святині (sacra) були, як вважалося, перенесені в Бовілле, включаючи культ Вести (у написах згадуються virgines Vestales Albanae, а жителі Бовілле завжди називаються Albani Longani Bovillenses), а також туди переселився рід Юліїв. Існування цього спадкового культу призвело до зростання його значення, коли дім Юліїв піднявся до найвищої влади в державі. Вершники зустріли мертве тіло імператора Августа в Бовілле на шляху до Рима, і в 16 р. н. е. святиню сімейного поклоніння було заново освячено і запроваджено щорічні ігри в цирку, ймовірно, під керівництвом колегії августалів, офіційний календар яких було знайдено тут.
Бовілле постає як сцена сварки між Мілоном і Клодієм Пульхром, під час якої останній, вілла якого лежала над містом зліва від Via Appia, був убитий. Місцевість не є природно укріпленою, і залишки ранніх укріплень не простежуються. Можливо, після знищення останнього Римом Бовілле зайняв місце Альба-Лонги як місцевого центру, що пояснювало б свідомий вибір стратегічно слабкої позиції.
Залишки цирку, побудованого там Тіберієм у 14 р. нашої ери на честь Августа, досі можна побачити в41°45′27″ пн. ш. 12°37′18″ сх. д. / 41.7574993° пн. ш. 12.621679° сх. д. а також восьмикутний мавзолей на краю Віа Аппія. Колись тут були також театр і schola actorum («школа акторів»), визначені за написом, знайденим неподалік, і ймовірно, храми, присвячені Вейовісу, божеству, пов'язаному з родом Юліїв.
41°45′54″ пн. ш. 12°36′47″ сх. д. / 41.7651021° пн. ш. 12.613163° сх. д.
Під час розкопок для будівництва ресторану McDonalds у 2014 році були знайдені залишки узбіччя, що веде від сусідньої Аппієвої дороги Під час розкопок також було виявлено чотири чоловічі скелети. Зараз із самого ресторану відкривається вид на 150-футову 2000-річну бруковану вулицю під скляною доріжкою. У розкопану територію також можна зайти з окремого входу.
 